# Il giudice e l'assassino
Il giudice e l'assassino (Le Juge et l'Assassin) è un film francese del 1976 diretto da Bertrand Tavernier, ispirato alla storia di un vero caso di cronaca criminale, quello dell'assassino Joseph Vacher.

## Trama
Nel 1893 Joseph Bouvier, un ex sergente di fanteria congedato per i suoi scatti violenti, spara alla ragazza che sta corteggiando, Louise, prima di rivolgere la sua pistola contro se stesso. Lei sopravvive e anche lui, nonostante le due pallottole conficcate nella testa. Spirito semplice ed esaltato, nutrito di slogan anarchici, diventa un vagabondo dopo la sua liberazione dal manicomio dove lo aveva condotto il suo atto. Da allora, viaggia a piedi per la Francia, sgozzando e violentando giovani pastori e pastorelle sulla sua strada.
Un giudice provinciale, Émile Rousseau, si interessa al caso e segue pazientemente le tracce di Bouvier. Una volta che l'assassino arriva nella sua regione, ottiene il suo arresto sulla base di una descrizione compilata dai testimoni. Rousseau, vedendo in questo caso un'opportunità unica di promozione, stabilisce un rapporto di fiducia con Bouvier, che diventa la base di una macchina ben oliata per ottenere una piena confessione e la sua condanna a morte.

## Riconoscimenti
- Premi César 1977
  - Miglior attore (Michel Galabru)
  - Miglior sceneggiatura